# سبوغلينة أطلسية
سبوغلينة أطلسية (الاسم العلمي: Siboglinum atlanticum) هي نوع من الحيوانات تتبع جنس السبوغلينة من فصيلة سبوغلينات.